# Put Svetog Jakova
Put za Santiago (galješki: Camiño de Santiago španjolski: Camino de Santiago) je ruta koju prelaze hodočasnici iz Španjolske i cijele Europe koji vodi u Santiago de Compostelu, grad u kojem se nalaze moći svetog apostola Jakova. Zbog toga se naziva još i Putem Svetog Jakova. Tijekom cijelog srednjeg vijeka, Santiago de Compostela je bilo vrlo popularno hodočasničko odredište, te je na ovoj trasi izgrađeno oko 1.800 građevina, vjerskih, ali i svjetovnih, od velikog povijesnog značaja. Put je odigrao temeljnu ulogu u poticanju kulturne razmjene između Iberijskog poluotoka i ostatka Europe u srednjem vijeku. Ona ostaje svjedočanstvo snage kršćanske vjere među ljudima svih društvenih slojeva iz cijele Europe. Kasnije je zanimanje za ovo hodočašće oslabilo, ali u današnje vrijeme ponovo mu se vraća popularnost. Postoji nekoliko verzija Puta Svetog Jakova, ali klasična verzija je francuski put Svetog Jakova.
Vijeće Europe mu je 1987. god. dodijelilo titulu "Glavne ulice Europe". UNESCO je 1993. god. proglasio španjolski i francuski dio puta za Santiago UNESCO-ovom svjetskom kulturnom baštinom.

## Glavni kršćanski put hodočašća
Put svetog Jakova bio je jedno od najvažnijih kršćanskih hodočašća tijekom kasnijeg srednjeg vijeka i put hodočašća na kojem se mogao zaraditi plenarni oprost;  druge glavne hodočasničke rute uključuju Via Francigena do Rima i hodočašće do Jeruzalema.
Legenda kaže da su posmrtni ostaci svetog Jakova brodom prebačeni iz Jeruzalema u sjevernu Španjolsku, gdje je pokopan u današnjem gradu Santiago de Compostela. (Ime Santiago lokalna je galicijska evolucija vulgarno latinskog Sanctija Iacobija, "Sveti Jakov".)
Može se proći jednom od desetaka hodočasničkih ruta do Santiaga de Compostele. Tradicionalno, kao i na većini hodočašća, Put svetog Jakova započinje u nečijem domu i završava na mjestu hodočašća. Međutim, nekoliko se ruta smatra glavnima. Tijekom srednjeg vijeka rutom se jako puno putovalo. Međutim, Crna smrt, protestantska reformacija i politički nemiri u Europi 16. stoljeća doveli su do njezinog propadanja. Do 1980.-ih, samo nekoliko stotina hodočasnika godišnje se registriralo u hodočasničkom uredu u Santiagu. U listopadu 1987. Vijeće Europe ovu je rutu proglasilo prvom europskom kulturnom rutom ; također je proglašen jednim od UNESCO -ovih mjesta svjetske baštine. Od 1980.-ih ruta privlači sve veći broj suvremenih međunarodnih hodočasnika.
Kad god Dan svetog Jakova (25. srpnja) padne u nedjelju, katedrala proglašava svetu ili jubilarnu godinu. Ovisno o prijestupnim godinama, svete se godine događaju u razmacima od 5, 6 i 11 godina. Posljednje su bile 1982., 1993., 1999., 2004. i 2010. godine. Sljedeće će biti 2021., 2027. i 2032.

## Povijest

### Prije kršćanstva
Glavni put hodočašća do Santiaga slijedi raniji rimski trgovački put, koji se nastavlja do atlantske obale Galicije, završavajući na rtu Finisterre. Iako je danas poznato da rt Finisterre, najzapadnija točka Španjolske, nije najzapadnija točka Europe (Cabo da Roca u Portugalu je zapadnije), činjenica da su ga Rimljani nazvali Finisterrae (doslovno kraj svijeta ili Kraj kopna u Latinski) ukazuje na to da su ga tako promatrali. Noću se čini da Mliječni put usmjerava put, pa je ruta dobila nadimak "Voie lactée" - Mliječni put na francuskom.

## Galerija slika
- Put svetog Jakova između Ciruena i St. Domingo de la Calzada
- Katedrala svetog Jakova u Santiago de Composteli
- Hodočasnički atributi
- Spomenik hodočasnicima u Burgosu
- Putokaz za hodočasnike u Kantabriji

## Vanjske poveznice
- Službena stranica katedrale u Santiago de Composteli
- www.infocamino.com  Arhivirana inačica izvorne stranice od 22. srpnja 2007. (Wayback Machine)
- Put Svetog Jakova (Jakobsweg) (njem.)  Arhivirana inačica izvorne stranice od 28. listopada 2007. (Wayback Machine)